# Lissochlora florifera
Lissochlora florifera är en fjärilsart som beskrevs av Louis Beethoven Prout 1910. Lissochlora florifera ingår i släktet Lissochlora och familjen mätare. Inga underarter finns listade i Catalogue of Life.